# Tvarditsa (Sliven)
Pour les articles homonymes, voir Tvarditsa.
Tvarditsa est une ville bulgare de l’obchtina de Tvarditsa, située dans l’oblast de Sliven.